# 克莱县 (田纳西州)
克萊縣（英語：Clay County）是美國田納西州北部的一個縣，北鄰肯塔基州。面積671平方公里。根据美國2000年人口普查，共有人口7,976人。縣治塞萊納 (Celina)。
成立於1870年6月16日，縣名紀念代表肯塔基州的聯邦參議員、國務卿亨利·克萊 (Henry Clay)。